# Uptight
Uptight (bra O Poder Negro) é um filme estadunidense de 1968, do gênero drama, dirigido por Jules Dassin, com roteiro dele, Ruby Dee e Julian Mayfield baseados no romance The Informer, de Liam O'Flaherty.

## Sinopse
Após o assassinato de Martin Luther King, ativistas negros planejam ações violentas, mas são traídos.

## Elenco
- Raymond St. Jacques...B. G.
- Ruby Dee...Laurie
- Frank Silvera...Kyle
- Roscoe Lee Browne...Clarence
- Julian Mayfield...Tank Williams
- Janet MacLachlan...Jeannie
- Max Julien...Johnny Wells
- Juanita Moore...Mama Wells
- Dick Anthony Williams...Corbin
- Michael Baseleon...Teddy
- Ji-Tu Cumbuka...Rick
- John Wesley...Larry
- Ketty Lester...Alma
- Robert DoQui
- Leon Bibb...Senhor Oakley
- James McEachin...Mello
- Vernett Allen...Ralph